# Lloyd MacPhail
Robert Lloyd George MacPhail, CM (* 22. März 1920 in New Haven, Prince Edward Island; † 2. Juli 1995) war ein kanadischer Politiker und Unternehmer. Von 1985 bis 1990 war er Vizegouverneur der Provinz Prince Edward Island.
Nach seiner Schulzeit führte MacPhail über drei Jahrzehnte lang den familieneigenen Gemischtwarenladen sowie ein Handelsunternehmen für landwirtschaftliche Geräte. Als Mitglied der Prince Edward Island Progressive Conservative Party trat er 1961 zu einer Nachwahl an und wurde zum Abgeordneten der Legislativversammlung gewählt. Siebenmal in Folge gelang ihm die Wiederwahl, zuletzt 1982. MacPhail hatte mehrere Ministerposten inne. Unter Walter Russell Shaw war er 1965/66 Minister für Industrie, natürliche Ressourcen und Tourismus. Nach über einem Jahrzehnt in der Opposition war er ab 1979 Finanzminister in den Regierungen von Angus MacLean und James Lee. Generalgouverneurin Jeanne Sauvé vereidigte MacPhail am 1. August 1985 als Vizegouverneur von Prince Edward Island. Dieses repräsentative Amt übte er bis 16. August 1990 aus.